# El Capomo
El Capomo är en ort i Mexiko.   Den ligger i kommunen San Blas och delstaten Nayarit, i den centrala delen av landet, 700 km väster om huvudstaden Mexico City. El Capomo ligger 9 meter över havet och antalet invånare är 188.
Terrängen runt El Capomo är platt åt nordväst, men åt sydost är den kuperad. Runt El Capomo är det ganska glesbefolkat, med 48 invånare per kvadratkilometer. Närmaste större samhälle är Santiago Ixcuintla, 16,5 km norr om El Capomo. Trakten runt El Capomo består till största delen av jordbruksmark.